# Двуязычие в России
На территории Российской Федерации билингвизм распространён в республиках Алтай, Башкортостан, Татарстан, Чувашия, Республике Саха (Якутия), республиках Северного Кавказа, Бурятии и других регионах. В этих республиках языковая ситуация имеет следующую типичную структуру: городское население зачастую говорит только на русском языке или имеет некоторое знание языка автохтонного этноса (коренного народа). Сельское население часто владеет языком родного этноса, владение русским языком может быть неуверенным или неполным. Другой тип билингвизма (русский как родной и знание другого языка) распространён реже.

## Карелия

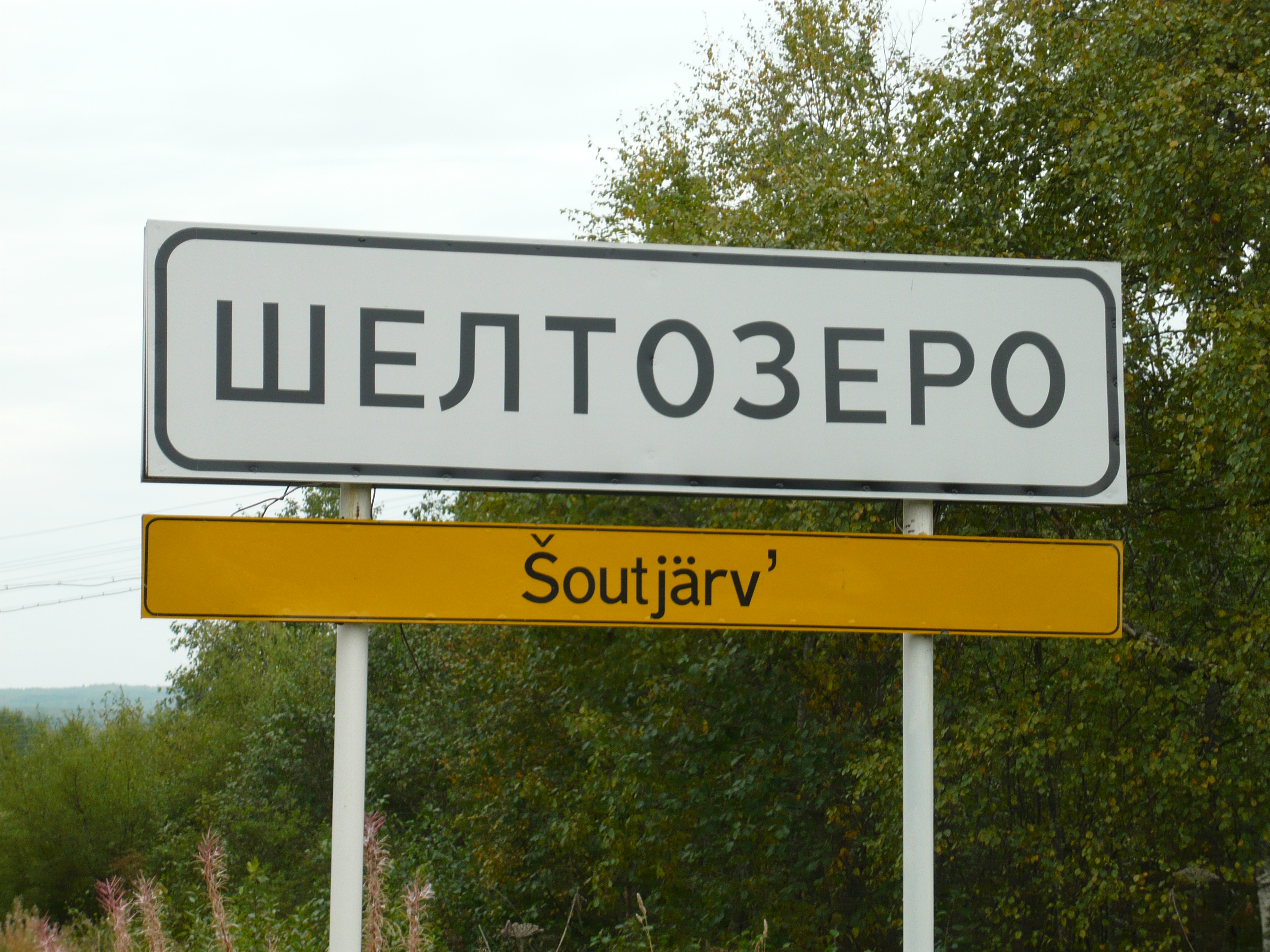
Двуязычный (русско-вепсский) указатель в с. Шёлтозеро, Карелия

В Республике Карелия языковая ситуация характеризуется большим количеством приезжего, в основном русскоязычного, населения. Доля населения, хотя бы идентифицирующего себя с коренными народами, а не только говорящего на их языках (карельском, вепсском, финском, саамском), невелика: 11,9 % (перепись 2002 г.). Билингвизм в основном характерен для сельской местности, населённой коренными народами. В городах билингвизм присущ пожилым людям, переселенцам из сёл. Хотя до сих пор встречаются люди, знающие и использующие, кроме русского, два или три из этих языков для межэтнического бытового общения (этому способствует родство языков и перемешанность населения), молодёжь предпочитает русский.
Несмотря на малый процент коренного населения, в Республике Карелия предпринимаются усилия для сохранения и развития использования его родных языков: эти языки изучаются в нескольких школах как родные, в дополнение к русскому, или факультативно, а в Финно-угорской школе имени Лённрота, Петрозаводском университете, Карельском педуниверситете в Петрозаводске — как предметы. На этих языках в Республике Карелия издаются газеты, журналы, книги, выходят телевизионные и радиопередачи, театральные постановки. Ведётся работа по приданию статуса государственного карельскому языку. Часто встречаются вывески-билингвы, обычно на русском и карельском или финском языках, в частности: наименования учреждений и магазинов, указатели населённых пунктов на автомобильных дорогах и названий станционных пунктов на железной дороге.
Но основным языком общения является русский.

## Республика Коми
В Республике Коми языковая ситуация также характеризуется большим количеством приезжего русскоязычного населения. Но правительство Республики принимает меры по сохранению языка: на улицах населенных пунктов все указатели улиц и таблички на домах, информация о владельцах торговых точек и расписание работы торговых точек и учреждений написано на двух языках: коми и русском. На коми языке также издаются книги, литературные журналы, газеты республиканского и районного значения.

Коми-русское двуязычие возникло исторически в результате длительного контактирования носителей этих языков. Массовое коми-русское двуязычие стало развиваться в советское время, причем происходило постоянное расширение сфер применения русского языка. В конце XX века около 95 % сельских коми в той или иной степени владеют родным и русским языками. Увеличивается число коми (в основном, горожан), считающих родным русский язык. По данным переписи населения в СССР в 1989 году, они составили около 20 % всех коми, и только 50% из них указали, что свободно владеют коми языком. Наблюдаются случаи русско-коми двуязычия. Так, в 1989 году 1,2 % русских, проживающих на территории Республики Коми, указали, что свободно владеют коми языком.

## Башкортостан
Языковая ситуация в Республике Башкортостан характеризуется большим удельным весом билингвов в общей популяции. Согласно данным Всероссийской переписи 2010 года, почти половина населения республики владеют двумя и более языками, а 382,5 тысяч человек — тремя и более.
4 мая 1999 года был принят Закон Республики Башкортостан «О языках народов Республики Башкортостан», утвердивший государственными языками башкирский и русский языки на территории республики.
Двуязычие особенно характерно для сельских районов и диктуется необходимостью бытового общения между собой представителей разных этносов. В сельских восточных районах Башкортостана широко распространено русско-башкирское двуязычие; в западных районах также существует русско-татарское двуязычие. Чаще всего функции языка межнационального общения (разговорного койне) выполняет русский, реже татарский или башкирский язык. Например, по данным переписи населения 2002 года, башкирским языком владеет 21445 этнических русских, или 1 % всего русского населения республики (из них в Башкортостане проживает 14765); также башкирским владеют 137785 татар, или 14 % всего татарского населения республики. Хотя языкового барьера между башкирским и татарским языками нет, ввиду того что это родственные языки. Своеобразие языковой ситуации в регионе связано с ситуацией горизонтальной диглоссии башкирского и татарского языков, поддерживаемой определенной близостью этих двух языков и по сути расширяемой в языковой континуум с участием дистантных диалектов этих языков (языка мишар, тептяр, восточного диалекта башкирского языка). Немалое количество чувашей (7,7 %), марийцев (3,3 %) и удмуртов (14 %), традиционно проживающих в республике, также владеют башкирским или татарским языком и используют его в повседневной коммуникации с представителями других местных этносов.
В городах Башкортостана в качестве языка межнационального общения чаще всего функционирует русский язык.
| Владение гос. языками РБ (по данным переписи 2002 года) | Русские | Башкиры | Татары | Чуваши | Марийцы | Украинцы | Мордва | Удмурты | Другие |
| ------------------------------------------------------- | ------- | ------- | ------ | ------ | ------- | -------- | ------ | ------- | ------ |
| Башкирский язык                                         | 14765   | 912204  | 109799 | 9126   | 3548    | 556      | 323    | 2921    | 3629   |
| Русский язык                                            | 1481250 | 1135714 | 955368 | 114001 | 100308  | 54974    | 25835  | 20662   | н/д    |
| Владение другими языками:                               |         |         |        |        |         |          |        |         |        |
| Английский язык                                         | 61833   | 36667   | 42146  | 1661   | 1241    | 1936     | 317    | 295     | 3228   |
| Казахский язык                                          | 300     | 2162    | 1792   | 63     | 94      | 35       | —      | 11      | 2486   |
| Лугово-восточный марийский язык                         | 1396    | 3126    | 1512   | 164    | 88605   | 39       | 27     | 432     | 104    |
| Немецкий язык                                           | 1396    | 15198   | 17373  | 1080   | 1053    | 1022     | 259    | 101     | 4374   |
| Татарский язык                                          | 21519   | 449207  | 859748 | 22345  | 27330   | 1197     | 919    | 8623    | 5981   |
| Удмуртский язык                                         | 270     | 1336    | 495    | 8      | 217     | 10       | 9      | 19102   | 28     |
| Украинский язык                                         | 4285    | 417     | 538    | 81     | 54      | 19726    | 46     | 6       | 566    |
| Французский язык                                        | 4119    | 2127    | 2966   | 88     | 196     | 131      | 15     | 9       | 322    |
| Чувашский язык                                          | 2400    | 1909    | 2207   | 91050  | 331     | 80       | 353    | 12      | 146    |

## Татарстан

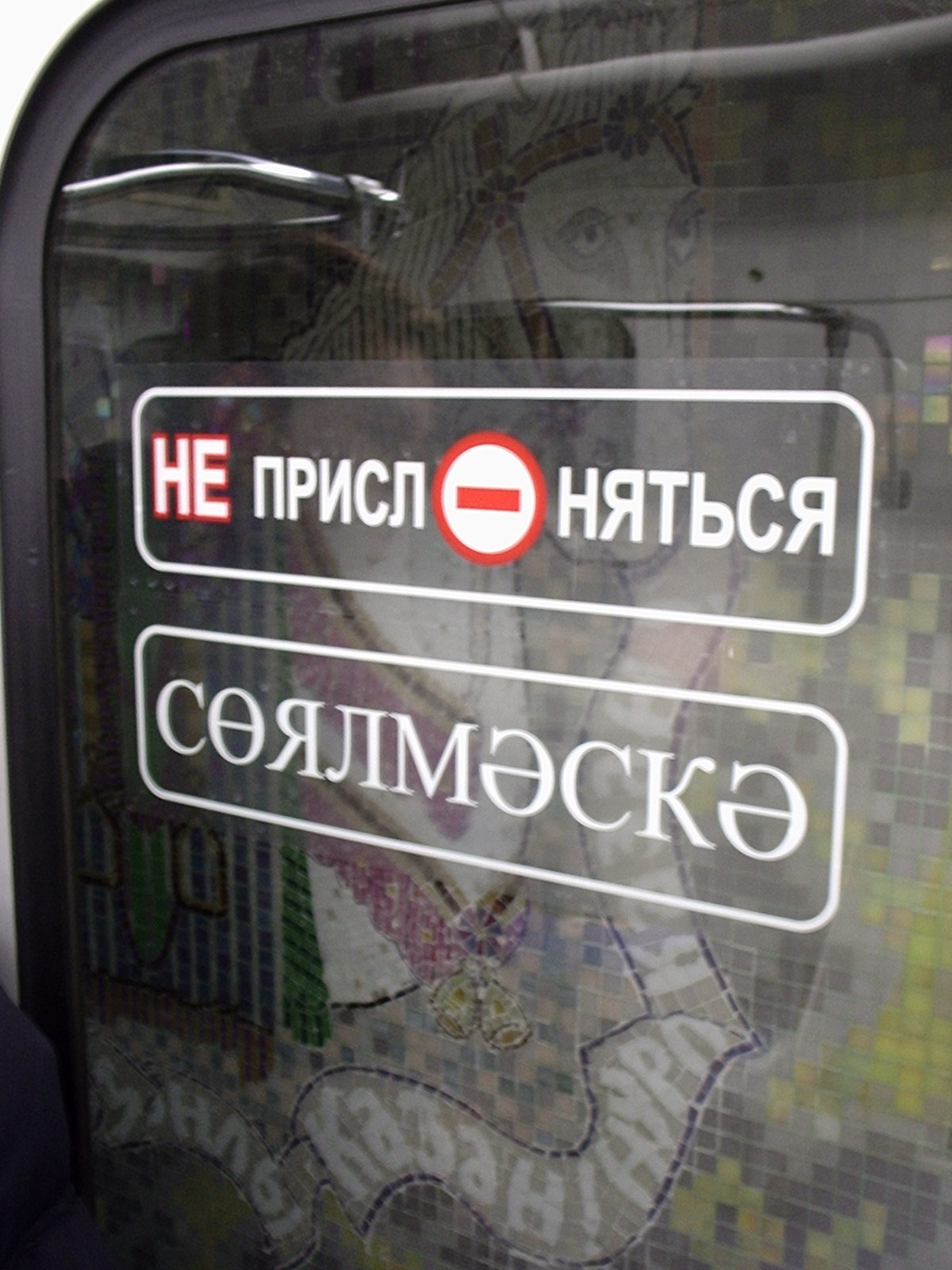
Двуязычный указатель в Казанском метро

Согласно 8-й статье Конституции Республики Татарстан, русский и татарский языки признаются равноправными на всей территории Республики Татарстан. В этой же статье оговаривается, что в органах государственной власти, органах местного самоуправления, государственных учреждениях Республики Татарстан оба языка используются на равных основаниях.
Вопрос билингвизма является активной темой обсуждения в Татарстане, на эту тему ведутся научные исследования, публикуются статьи. В повседневной речи зачастую можно услышать русско-татарский суржик, когда в татарской речи встречаются вкрапления русских слов, языковых конструкций и целых предложений. Городское татароязычное население тяготеет к лучшему знанию русского языка по сравнению с сельским, пользуясь татарским языком в домашнем общении и без каких-либо затруднений русским на работе, в общественных местах, при общении с русскоязычными друзьями и пр.
В Татарстане в сельских районах с преимущественным проживанием татар и чувашей роль языка межнационального общения играет татарский язык. Русские, проживающие в татарских сёлах Татарстана, также осваивают татарский язык и используют его в повседневном общении с соседями-татарами. Если для старшего поколения татарстанских чувашей основными языками общения являлись чувашский и татарский языки, то в среде чувашской молодёжи татарский язык со второго места переместился на третье, уступив русскому. Большинство чувашей в Татарстане владеют чувашским, русским и татарским языками на уровне, достаточном для повседневного общения.
В то же время, согласно данным опроса 2001 года, 53,8% опрошенных татар Республики Татарстан изъявили желание обучать своих детей в русскоязычных школах с изучением татарского языка как предмета. В нефтяных районах республики 15% татарских и 16,5% русских юношей и девушек воспринимали родной язык как гарантию существования своей национальной общности; 31% татарских и 59,5% русских представителей молодежи отнеслись к родному языку всего лишь как к средству общения.

## Чувашская Республика
В сельских районах Чувашской Республики с преимущественным проживанием чувашей и татар роль языка межнационального общения до недавнего времени выполнял чувашский язык. В настоящее время эта функция переходит к русскому языку.

## Якутия
Согласно ст. 46 Конституции РС(Я) На территории Якутии государственными языками признаются якутский и русский, и наделяются они равными правами. Якутия является одним из немногих регионов России, где русский язык не монополизировал роль языка межнационального общения. Между коренными народами Якутии (долганы, эвены, эвенки, юкагиры и якуты) якутский используется как язык межнационального  общения. В большинстве школ (преимущественно в селах) в некоторых классах, а иногда и в целых школах ведется обучение только на якутском языке. В общественном транспорте (в автобусах) название остановки произносится на двух языках. Многие указатели и знаки на дорогах тоже указаны на двух языках. Существуют средства массовой информации на якутском, русском языках, а также на языках малочисленных народов севера. Языками официального делопроизводства являются также русский и якутский. В отдаленных от городской среды местностях, можно увидеть как русские осваивают якутский язык, и постепенно он становится для многих родным языком.

## Контактные языки на территории России
В ряде случаев языковые контакты между русским языком и местными языками привели к возникновению пиджинов и смешанных языков. На Русском Севере среди поморов было распространено знание руссенорска. На Дальнем Востоке в качестве лингва франка как русскими, так и народами Дальнего Востока использовался русско-китайский пиджин. Еще один пиджин на русской основе, говорка, существовал на Таймыре, он использовался долганами, нганасанами, энцами, эвенками.